# Junas Naciri
Junas Naciri (Diemen, 18 giugno 1973) è un ex calciatore olandese, di ruolo centrocampista.

## Carriera

### Club
Ha giocato nella massima serie dei campionati portoghese e cipriota, e nella seconda divisione spagnola.